# Hiran Gonçalves
Hiran Manuel Gonçalves da Silva (Tefé, 19 de junho de 1957) é um médico e político brasileiro com atuação no estado de Roraima.  Formado em Medicina pela Universidade Federal do Amazonas, é casado com Gerlane Baccarin, pai de 5 filhos e tem dois netos. Mudou-se para Roraima no ano de 1982, onde desenvolveu a sua carreira.
Nas eleições de 2014, foi eleito deputado federal pelo estado de Roraima, recebendo 9.048 votos. Foi filiado ao Partido da Mobilização Nacional (PMN) e hoje se encontra no Partido Progressista (PP).
Hiran concorreu ao segundo mandato como deputado federal por Roraima, nas eleições 2018, sendo reeleito. Em 2022 foi eleito para o Senado, se tornando um dos três representantes de seu estado na câmara alta do Congresso Nacional.

## Deputado Federal
Votou a favor do Processo de impeachment de Dilma Rousseff. Já durante o Governo Michel Temer, votou a favor da PEC do Teto dos Gastos Públicos. Em abril de 2017 foi favorável à Reforma Trabalhista. Em agosto de 2017 votou contra o processo em que se pedia abertura de investigação do presidente Michel Temer, ajudando a arquivar a denúncia do Ministério Público Federal.

## Senador
Nas eleições de outubro de 2022 foi eleito para uma das vagas no Senado abertas para o seu estado nesse ciclo, obtendo a vitória com 118.760 votos (46,43% do total), derrotando na disputa o ex-senador e ministro Romero Jucá.

## Desempenho Eleitoral
| Ano  | Eleição              | Cargo | Partido          | Votos   | %                 | Resultado  | Ref   |
| ---- | -------------------- | ----- | ---------------- | ------- | ----------------- | ---------- | ----- |
| 2010 | Estaduais em Roraima | PHS   | Senador          | 31.578  | 7,44% (5º Lugar)  | Não Eleito | [ 8 ] |
| 2014 | Estaduais em Roraima | PMN   | Deputado Federal | 9.048   | 3,80%             | Eleito     | [ 2 ] |
| 2018 | Estaduais em Roraima | PP    | Deputado Federal | 13.299  | 4,91%             | Eleito     | [ 9 ] |
| 2022 | Estaduais em Roraima | PP    | Senador          | 118.760 | 46,43% (1º Lugar) | Eleito     | [ 4 ] |